# Anna Ölander
Anna Helena Ölander, född 15 december 1861 i Linköping, död 23 oktober 1939 i Linköping, var en svensk författare och översättare med signatur A —der.
Anna Ölander föddes i Linköping som dotter till läroverksläraren Adolf Fredrik Ölander. När hon var i tioårsåldern flyttade familjen till Svanshals, eftersom fadern blivit utnämnd till kyrkoherde där. Redan tidigt var Ölander aktiv som författare till dikter och berättelser, till att börja med främst till tidningar som Svenska Posten och Förbundstidningen, men senare även längre historier i romanform. Ölander gav sammanlagt ut omkring 50 böcker, varav tre diktsamlingar. Hon var även redaktör för andaktsboken Dagens lösen. Efter faderns död flyttade Ölander tillbaka till sin födelsestad, där hon också dog.
"Hon vill enkelt o lättfattligt klargöra de kristna grundbegreppen. Uppbyggelsesyftet är det primära o skjuter personteckning, miljöskildring o komposition i skymundan. ... äv varit verks s övers." (Litteraturlexikon, 1974)
Oscar Lövgren skriver om hennes sånger och psalmer: "Hon skrev i Fanny Crosbys och Francis Havergals väckelse- och helgelsebetonade riktning." I 1937 års psalmbok var hennes psalm "Vänta efter Herren" med, men den togs dock inte med i hennes version i 1986 års Psalmbok utan ersattes av en ny översättning med titelraden "Vila i din väntan". Istället fanns hennes sång "Omkring ditt ord, o Jesus" med som psalm nr 65. De tre verserna diktade hon 1900 till Friedrich Silchers musik från 1842 för KFUM:s sånghäfte.
Hon finns representerad i ett flertal frikyrkliga psalmböcker utöver Svenska kyrkans psalmböcker.